# Lilo & Stitch
Lilo & Stitch és una pel·lícula d'animació estatunidenca de 2002, produïda per Walt Disney Feature Animation i realitzada per Walt Disney Pictures i Buena Vista Distribution. Va ser escrita i dirigida per Chris Sanders i Dean DeBlois, i va ser la segona de tres pel·lícules animades de Disney produïdes principalment pel seu estudi d'animació Disney-MGM a Orlando (Florida). Ha estat doblada al català.

## Argument
En una comunitat extraterrestre, el científic Jumba crea el seu Experiment 626: Una petita criatura blava, programada per destruir tot el que troba, amb una força capaç de carregar 3.000 vegades el seu pes. Descobert per la Comunitat Intergalàctica, Jumba és capturat i l'Experiment 626 condemnat a l'exili. Tanmateix, aquesta criatura fuig en una nau, i s'estavella en un planeta no massa conegut, on abunda l'aigua: la Terra, específicament a Hawaii.
Per fugir dels qui el busquen, l'experiment es fa passar per un gos i aconsegueix ser adoptat per Lilo, una nena òrfena, a la recerca d'un vertader amic. Ella anomenarà la seva nova mascota Stitch.
La Comunitat Intergalàctica enviarà a la Terra a Jumba, el seu creador, vigilat per l'agent Pleakley, a fi de capturar l'Stitch, que troba una vertadera amistat amb Lilo, la seva germana Nani, i el seu xicot, David. A poc a poc, Stitch comprendrà que la vida té sentit més enllà de destruir, en la companyonia, l'amabilitat, i la família.

## Repartiment
El doblatge al català va estar a càrrec de Joaquim Roca, a partir de la traducció de Lluís Comes. Es va gravar el 2002 als 103 TODD-AO Estudios de Barcelona.
| Personatge        | Veu en anglès            | Veu en català     |
| ----------------- | ------------------------ | ----------------- |
| Stitch            | Chris Sanders            | Abraham Aguilar   |
| Lilo Pelekai      | Daveigh Chase            | Paula Ribó        |
| Nani Pelekai      | Tia Carrere              | Elisa Beuter      |
| Cobra Bombolles   | Ving Rhames              | Joan Crosas       |
| Dr. Jumba Jookiba | David Ogden Stiers       | Jaume Lleal       |
| Agent Pleakley    | Kevin McDonald           | Aleix Estadella   |
| David Kawena      | Jason Scott Lee          | Claudi Domingo    |
| Gran Consellera   | Zoe Caldwell             | María Luisa Solá  |
| Capità Gantu      | Kevin Michael Richardson | Josep Maria Ullod |
| Professor de Hula | Kuwena Mook              | Antoni Forteza    |

## Seqüeles
- Stitch! The Movie (2003): seqüela de la pel·lícula original, on el geni malvat Hamsterville i l'excapità Gantu intenten recuperar els 625 experiments restants.
- Lilo & Stitch: The Series (2003): després de la pel·lícula va seguir al canal Disney Channel la sèrie, on Stitch va continuar trobant més experiments als que els diu "primers". Si ell és el 626 On són els 625 mes?, aquesta és la trama de la sèrie, però no només això, han de fer-los bons abans que els "dolents" (Gantu i l'Experiment 625), els capturin primer.
- Lilo & Stitch 2 (2005): Stitch Has a Glitch interseqüela entre Lilo & Stitch i Stitch! The Movie, on Stitch es torna dolent a causa que la seva energia electromagnètica s'extingeix per un error que hi va haver durant la seva creació.[4]
- Leroy & Stitch (2006): Hamsterviel escapa de la presó i crea un exèrcit de Leroys, el clon maligne de Stitch, qui captura als 624 experiments menys Stitch i 625 (Amic de Gantu que prepara sandvitxo
- Lilo & Stitch reality action(2015):La pel·lícula es tot en vida real i intenten capturar a l’experiment 626(Stitch)

## Curiositats
- En aquesta pel·lícula apareixen més cançons d'Elvis Presley que en una pel·lícula del mateix cantant.[5]
- Hi apareix una botiga, per la qual passen els protagonistes, que es diu Mulan, a part a l'habitació de Nani hi ha un pòster de Mulan; això es deu al fet que el director de la pel·lícula havia estat guionista de Mulan.[6]